# Argizala brasilensis
Argizala brasilensis är en insektsart som beskrevs av Walker, F. 1869. Argizala brasilensis ingår i släktet Argizala och familjen syrsor. Inga underarter finns listade i Catalogue of Life.